# MX3
MX3 fou una de les tres categories (o classes) en què es disputà el Campionat del Món de motocròs fins a la temporada del 2013. Juntament amb dues més (MX1 i MX2), fou introduïda per la FIM el 2004 i venia a substituir la històrica categoria dels 500cc, anomenada 650 cc el 2003. MX és l'acrònim anglès de Moto Cross.
Per bé que fins a finals de la dècada del 1980, la dels 500 cc havia estat considerada la "categoria reina" d'aquest esport, amb la nova codificació es va decidir prioritzar les cilindrades mitjanes i, per tant, aquesta categoria passà a ésser considerada com a la tercera, la de menys prestigi de les tres. Arribats a la temporada del 2014, la categoria MX3 es discontinuà definitivament.

## Reglament

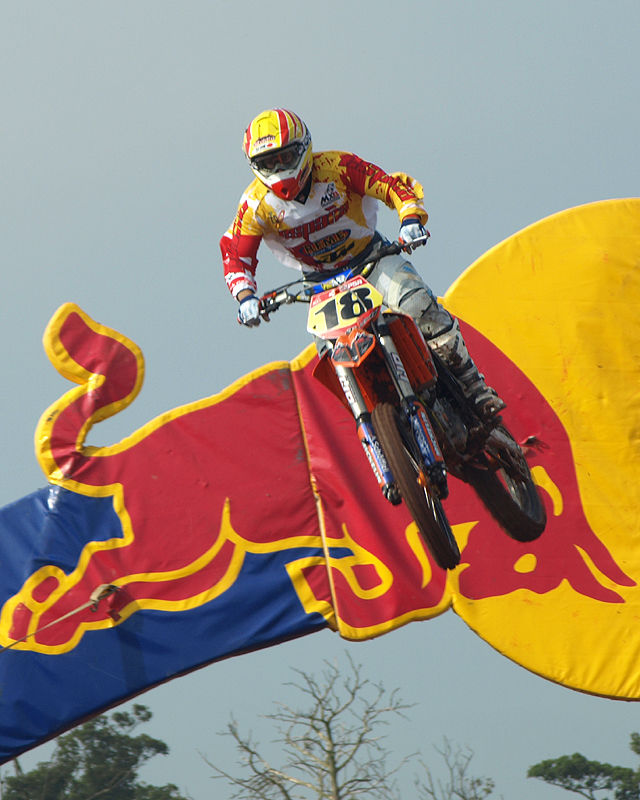
Álvaro Lozano en categoria MX3

La categoria MX3 admetia motocicletes equipades amb motor de dos temps fins a 500 cc o bé amb motor de quatre temps fins a 650 cc.
Les plaques porta-números de la motocicleta havien de ser grogues amb els números negres, tal com passava amb l'antiga categoria dels 500 cc. Com a excepció comuna a totes les categories, el Campió del Món vigent portava les plaques de color vermell amb números blancs al primer Gran Premi de la temporada. Aquesta norma s'aplicava també al líder del Campionat en cada Gran Premi.

## Grans Premis
La reformulació de les tres classes històriques del mundial que s'aplicà el 2004 va provocar canvis també en l'estructura dels Grans Premis. Des de la dècada del 1990, la situació inicial havia anat variant i s'havia passat dels primers Grans Premis especialitzats en cilindrades (cadascun se centrava en una de les tres, 125, 250 o 500cc), als darrers Grans Premis "triples", on el mateix dia s'hi corrien les mànegues de totes tres cilindrades. Amb l'entrada en vigor de les noves classes, als Grans Premis s'hi van passar a córrer dues mànegues de les dues principals (MX1 i MX2) el mateix dia, mentre que l'altra, MX3, restà segregada i passà a tenir el seu propi calendari, amb Grans Premis específics en dates i circuits diferents.
Fins al 2011, dins els Grans Premis de MX3 s'hi programaven com a complement les curses del Campionat d'Europa de 125cc, anomenat des del 2004 EMX2 -i considerat com a l'avantsala del mundial de MX2- i, del 2011 al 2013, les del Campionat del Món femení, anomenat WMX. Quan la categoria MX3 fou discontinuada, s'aprofità per a potenciar el mundial femení i les seves curses es tornaren a incorporar als Grans Premis de MXGP -l'antiga MX1- i MX2 (dels quals, d'altra banda, ja havien format part durant el període 2005-2010).

### Principals Grans Premis de MX3
Els principals Grans Premis de MX3 varen ser aquests:
| - GP d'Alemanya (2006-2012) - GP de Bulgària (2004-2013) - GP de Croàcia (2005-2012) - GP d'Eslovàquia (2007-2013) | - GP d'Eslovènia (2004-2013) - GP d'Espanya (2006-2010) - GP de França (2004-2012) - GP de Gran Bretanya (2009-2013) | - GP d'Itàlia (2004-2013) - GP dels Països Baixos (2005-2013) - GP de Suïssa (2005-2010) - GP de la República Txeca (2009-2013) |

## Llista de campions del món
| Edició | Any  | Campió           | Motocicleta |
| ------ | ---- | ---------------- | ----------- |
| I      | 2004 | Yves Demaria     | KTM         |
| II     | 2005 | Sven Breugelmans | KTM         |
| III    | 2006 | Yves Demaria     | KTM         |
| IV     | 2007 | Yves Demaria     | Yamaha      |
| V      | 2008 | Sven Breugelmans | KTM         |
| VI     | 2009 | Pierre Renet     | Suzuki      |
| VII    | 2010 | Carlos Campano   | Yamaha      |
| VIII   | 2011 | Julien Bill      | Honda       |
| IX     | 2012 | Matthias Walkner | KTM         |
| X      | 2013 | Klemen Gercar    | Honda       |

## Estadístiques

### Campions múltiples
| Pilot            | Títols |
| ---------------- | ------ |
| Yves Demaria     | 3      |
| Sven Breugelmans | 2      |

### Títols per nacionalitat
| País      | Total |
| --------- | ----- |
| França    | 4     |
| Bèlgica   | 2     |
| Espanya   | 1     |
| Suïssa    | 1     |
| Àustria   | 1     |
| Eslovènia | 1     |
| Total     | 10    |

### Títols per marca
| Marca  | Títols |
| ------ | ------ |
| KTM    | 5      |
| Yamaha | 2      |
| Honda  | 2      |
| Suzuki | 1      |
| Total  | 10     |

1. ↑  S'ha comptabilitzat la marca de la motocicleta amb què el campió del món guanyà el títol aquell any.